# Kellie Harrington
Kellie Anne Harrington (Dublín, 11 de diciembre de 1989) es una deportista irlandesa que compite en boxeo.
Participó en dos Juegos Olímpicos de Verano en los años 2020 y 2024, obteniendo dos medallas, oro en Tokio 2020 y oro en París 2024.

## Palmarés internacional
| Juegos Olímpicos | Juegos Olímpicos | Juegos Olímpicos | Juegos Olímpicos |
| Año              | Lugar            | Medalla          | Categoría        |
| ---------------- | ---------------- | ---------------- | ---------------- |
| 2020             | Tokio (Japón)    | Medalla de oro   | 60 kg            |
| 2024             | París (Francia)  | Medalla de oro   | 60 kg            |